# Gordianus III
Gordianus III (Marcus Antonius Gordianus Pius), född 20 januari 225 i Rom, död 11 februari 244 i Ktesifon, var romersk kejsare från den 29 juli 238 till sin död.
Gordianus III utsågs vid 13 års ålder av senaten till romersk kejsare. Anledningen var att den ville lugna folket i Rom, som gjort uppror mot de impopulära kejsarna Pupienus och Balbinus, vilka också hade utsetts av senaten. Gordianus var dotterson till den tidigare kejsaren Gordianus I. 
Den unge Gordianus omgav sig med dugliga medhjälpare, bland andra den man som skulle komma att bli näste kejsare, Filip Araben. Gordianus III dog dock vid 19 års ålder i vad som nu är Irak, dit han farit med sin armé för att ta sig an perserna. Han dog antingen i striden eller så blev han avrättad på anstiftan av Filip Araben.